# Hydriomena albomaculata
Hydriomena albomaculata là một loài bướm đêm trong họ Geometridae.